# Tomasz Tuzimski
Tomasz Tuzimski (ur. 17 grudnia 1971 w Lublinie) – polski farmaceuta, profesor nauk medycznych i nauk o zdrowiu w dyscyplinie nauki farmaceutyczne, nauczyciel akademicki, wykładowca Uniwersytetu Medycznego w Lublinie. Członek Zespołu Chromatografii i Technik Pokrewnych Komitetu Chemii Analitycznej PAN w kadencji 2024-2027.

## Życiorys
W 1995 uzyskał dyplom magistra farmacji na Wydziale Farmaceutycznym AM w Lublinie i rozpoczął pracę w Katedrze i Zakładzie Chemii Nieorganicznej AM. Pracę doktorską Chemometryczna charakterystyka układów chromatografii cienkowarstwowej dla analizy pestycydów obronił pod kierunkiem prof. Edwarda Soczewińskiego. Habilitował się na podstawie rozprawy Optymalizacja warunków prowadzenia analizy złożonych mieszanin związków biologicznie czynnych i jej zastosowanie do oznaczania w próbkach pochodzenia naturalnego.

## Działalność naukowa
Główne zainteresowania dotyczą optymalizacji warunków ekstrakcji i analizy (w tym śladowej) ksenobiotyków (m.in. pestycydów, barwników, leków) metodą wysokosprawnej chromatografii cieczowej połączonej z nowoczesnymi metodami detekcji: detektorem z matrycą diodową i detektorem fluorescencyjnym w próbkach środowiskowych, biologicznych i żywności. Tematyka badawcza, którą realizuje po 2019 r. związana jest m.in. z analizą pozostałości bisfenolu A (BPA) oraz innych ksenobiotyków z tej grupy (bisfenoli S, B, F, P, E, Z, AP, AF, BADGE i jego pochodnych (BADGE·2H2O, BADGE·H2O·HCl, BADGE·2HCl)) w próbkach biologicznych (m.in. mleku kobiet karmiących, płynie owodniowym, płynie pobieranym z worka osierdziowego, surowicy, moczu) oraz w próbkach żywności. Podczas przygotowania próbek wykorzystuje nowoczesne metody ekstrakcji: m.in. ekstrakcję do fazy stałej (SPE), metodę QuEChERS, dyspersyjną ekstrakcję do fazy stałej (d-SPE), dyspersyjną mikroekstrakcję ciecz-ciecz (DLLME) oraz różne warianty łączenia tych metod podczas izolacji, ekstrakcji i zatężania analitów. Współautor ponad 80 prac z listy filadelfijskiej o łącznym IF ponad 180. W 2020 roku znalazł się na światowej liście "TOP 2%" zawierającej naukowców o najlepszych wynikach bibliometrycznych. Jest członkiem Editorial Board czasopism: Acta Chromatographica, Journal of AOAC International.
Współedytor dwóch książek (wydawnictwo CRC Press): High performance liquid chromatography in pesticide residue analysis. [Red.] Tomasz Tuzimski, Joseph Sherma. Boca Raton 2015, CRC Press, ss. 582, bibliogr., Chromatographic science series, 978-1-4665-6882-2, http://www.crcpress.com/product/isbn/9781466568815; Determination of target xenobiotics and unknown compound residues in food, environmental, and biological samples. [Red.] Tomasz Tuzimski, Joseph Sherma. Boca Raton 2019, Taylor & Francis Group, ss. 444, bibliogr., Chromatographic Science Series, 978-1-4987-8013-1.

## Odznaczenia
- Zespołowa Nagroda Ministra Zdrowia (2001)
- Indywidualna Nagroda Ministra Zdrowia (2003)
- Brązowy Krzyż Zasługi (2024)[8]